# Achmied Jewłojew
Achmied Musajewicz Jewłojew (ros. Ахмед Мусаевич Евлоев, ing. Йовлой Ахьмад; właściwie Ali Tazijew, ros. Али Тазиев, ur. 19 sierpnia 1974 w Nasyr-Korcie) – działający w Inguszetii zastępca przywódcy czeczeńskich bojowników Szamila Basajewa, z pochodzenia Ingusz. Jewłojew dowodził akcją ataków na inguskie posterunki milicji w czerwcu 2004, podczas których zginęło ponad 90 osób, w tym minister spraw wewnętrznych oraz prokurator główny stolicy. Jewłojew podejrzewany jest również o udział w ataku zbrojnym na szkołę w Biesłanie we wrześniu 2004, podczas której zginęło ponad 300 osób, w tym ponad 150 dzieci.
9 czerwca 2010 roku został aresztowany przez inguską policję, a w październiku 2013 roku skazany na dożywotnie pozbawienie wolności za terroryzm.